# 武家传奏
武家传奏是日本朝廷中的职名之一，存在于室町时代到江户时代。由公卿担任，承担为朝廷传达武家奏请的任务。

## 概要
武家传奏设置于建武新政时，在室町幕府时期制度化。俸禄为250俵。
江户幕府于1603年（庆长8年）时重新设置武家传奏，定员2名。一直持续到幕末的1867年（庆应3年）。

## 沿革

### 室町時代
室町时代，武家传奏向幕府通告改元和任官等事，在公武之间进行沟通。足利义满以后，武家传奏也负责向朝廷传达室町殿的政治要求。但武家传奏职责的固化是在战国时代的永正年间之后。室町幕府中，作为足利将军家的外戚和有力公家的日野家、近卫家两家担任朝廷和幕府的中介。

### 江户时代
江户时代，由学问出众，善于言辞的大纳言级别公卿担任武家传奏。就任时，要向京都所司代提交血判状，在敕使面前就任。江户时代前期，由于幕府抑制朝廷的政策，由幕府决定武家传奏的人选，朝廷只能事后承认。江户时代中期，武家传奏人选涉及的利益关系减少，故改由朝廷提出人选，幕府给予许可。而幕末，朝廷与幕府的权力关系逆转，幕府对武家传奏的任命失去了否决权，只在事后接到通告。王政复古的大号令发布后，武家传奏废止。

## 江户幕府历代武家传奏一览
| 姓名             | 在任期间                                           |
| ---------------- | -------------------------------------------------- |
| 广桥兼胜         | 庆长8年（1603年）2月12日‐元和8年12月18日（没）     |
| 劝修寺光丰       | 庆长8年（1603年）2月12日‐庆长17年10月27日（没）    |
| 三条西实条       | 庆长18年（1613年）7月11日‐宽永17年10月9日（没）    |
| 中院通村         | 元和9年（1623年）10月28日‐宽永7年9月15日           |
| 日野资胜         | 宽永7年（1630年）9月15日‐宽永16年6月15日（没）     |
| 菊亭经季         | 宽永16年（1639年）8月13日‐庆安5年2月7日            |
| 飞鸟井雅宣       | 宽永17年（1640年）12月28日‐庆安4年3月21日（没）    |
| 野宫定逸         | 庆安5年（1652年）2月7日‐明历4年2月15日（没）       |
| 清闲寺共房       | 庆安5年（1652年）2月7日‐宽文元年7月24日            |
| 劝修寺经广       | 明历4年（1658年）7月10日‐宽文4年10月6日            |
| 飞鸟井雅章       | 宽文元年（1661年）9月27日‐宽文10年9月10日          |
| 正亲町实丰       | 宽文4年（1664年）10月6日‐宽文10年9月12日           |
| 日野弘资         | 宽文10年（1670年）9月15日‐延宝3年5月18日           |
| 中院通茂         | 宽文10年（1670年）9月15日‐延宝3年2月10日           |
| 花山院定诚       | 延宝3年（1675年）2月10日‐贞享元年8月23日           |
| 千种有能         | 延宝3年（1675年）5月18日‐天和3年11月27日           |
| 甘露寺方长       | 天和3年（1683年）11月28日‐贞享元年12月27日         |
| 千种有维         | 贞享元年（1684年）9月28日‐元禄5年11月23日          |
| 柳原资廉         | 贞享元年（1684年）12月27日‐宝永5年12月13日         |
| 持明院基时       | 元禄5年（1692年）12月12日‐元禄6年8月16日           |
| 正亲町公通       | 元禄6年（1693年）8月16日‐元禄13年2月6日            |
| 高野保春         | 元禄13年（1700年）6月28日‐正德2年5月24日           |
| 庭田重条         | 宝永5年（1708年）12月23日‐享保3年闰10月1日         |
| 德大寺公全       | 正德2年（1712年）6月26日‐享保4年11月30日           |
| 中院通躬         | 享保3年（1718年）闰10月1日‐享保11年9月15日         |
| 中山兼亲         | 享保4年（1719年）12月23日‐享保19年10月24日         |
| 园基香           | 享保11年（1726年）9月21日‐享保16年8月9日           |
| 三条西公福       | 享保16年（1731年）9月2日‐享保19年11月7日           |
| 叶室赖胤         | 享保19年（1734年）11月7日‐延享4年12月19日          |
| 冷泉为久         | 享保19年（1734年）11月22日‐宽保元年8月29日（没）   |
| 久我通兄         | 宽保元年（1741年）9月19日‐宽延3年6月21日           |
| 柳原光纲         | 延享4年（1747年）12月19日‐宝历10年9月28日（没）    |
| 广桥兼胤         | 宽延3年（1750年）6月21日‐安永5年12月25日           |
| 姉小路公文       | 宝历10年（1760年）10月19日‐安永3年10月18日         |
| 油小路隆前       | 安永3年（1774年）10月18日‐天明8年1月11日           |
| 久我信通         | 安永5年（1776年）12月25日‐宽政3年11月23日          |
| 万里小路政房     | 天明8年（1788年）1月11日‐宽政5年4月13日            |
| 正亲町公明       | 宽政3年（1791年）12月25日‐宽政5年4月28日           |
| 劝修寺经逸       | 宽政5年（1793年）7月26日‐享和3年12月22日           |
| 千种有政         | 宽政5年（1793年）7月26日‐文化7年5月22日            |
| 广桥伊光         | 享和3年（1803年）12月22日‐文化10年9月15日          |
| 六条有庸         | 文化7年（1810年）5月22日‐文化14年8月12日           |
| 山科忠言         | 文化10年（1813年）9月15日‐文政5年6月13日           |
| 广桥胤定         | 文化14年（1817年）8月12日‐天保2年1月20日           |
| 甘露寺国长       | 文政5年（1822年）6月13日‐天保7年8月27日            |
| 德大寺实坚       | 天保2年（1831年）1月20日‐弘化5年2月9日             |
| 日野资爱         | 天保7年（1836年）8月27日‐弘化2年10月22日           |
| 坊门俊明         | 弘化2年（1845年）10月22日‐嘉永7年6月30日           |
| 三条实万         | 弘化5年（1848年）2月9日‐安政4年4月27日             |
| 东坊城聪长       | 嘉永7年（1854年）6月30日‐安政5年3月17日            |
| 广桥光成         | 安政4年（1857年）4月27日‐文久2年闰8月5日           |
| 万里小路正房     | 安政5年（1858年）5月1日‐安政6年1月27日             |
| 坊城俊克         | 安政6年（1859年）2月9日‐文久3年6月21日             |
| 野宫定功         | 文久2年（1862年）11月7日‐庆应3年4月17日            |
| 飞鸟井雅典       | 文久3年（1863年）6月22日‐庆应3年12月9日（废官）    |
| 坊城俊克（再任） | 文久4年（1864年）1月23日‐元治元年（1864年）7月26日 |
| 日野资宗         | 庆应3年（1867年）4月19日‐庆应3年12月9日（废官）    |

## 另見
- 傳奏（日语：伝奏）
- 關東申次（日语：関東申次）
- 武家執奏（日语：武家執奏）
- 奏者番
- 帷幄上奏（日语：帷幄上奏）
- 內奏（日语：内奏）
- 內覽（日语：内覧）